# Никорцминда катедрала
Никорцминда катедрала (груз. ნიკორწმინდის ტაძარი) је грузијска православна црква, која се налази у Никорцминди, у региону Рача у Грузији.
Катедрала је изграђена у периоду од 1010. до 1014. године за време владавине Баграта III од Грузије а реновирана је 1634 за време краља Баграт III од Имеретије. Троспратни звоник поред катедрале саграђен је у другој половини 19. веку. Фреске у катедрали датирају из 17. века.
Катедрала је на пробној листи за добијање статуса Унеско-ве светске баштине.

## Детаљи
Стилски, Никорцминда представља грузијски архитектурски стил унакрсне куполе.

### Купола
Никорцминда има масивну куполу на којиј се налази непрекидна аркатура од дванаест прозора који су декорисани украсним архитравима.

### Унутрашњост
Посматрањем унутрашњости види се да катедрала има облик од пет апсида а масивна купола лежи на полустубовима. Прелазак на тамбур куполе је остварен помоћу паруса. Олтарска апсида и западни пролаз стварају велики простор унутра. Унутрашњост је осликана фрескама из 17. века и богато је украшена, представљајући дела мајстора позне средњовековне грузијске црквене уметности.

### Спољашност
Са спољне стране катедрала има облик кратког правоугаоног крста са кратким сегментом на западном делу. Фасаде катедрале су прекривене глатко изрезаним каменом. Декорације укључују непрекидне аркатуре и различите богате украсе укључујући и вишеструке фигуре о причама и епизодама (Преображења, Страшног суда, Спасовдана, фигуре светих, стварних или имагинарних животиња, формирајући један предумишљајући програм). Никорцминда је једна од најлепше украшених грузијских цркава и катедрала јер се на њој могу препознати различити стилови, говорећи о богатству селекције мотива и њиховој изради.

### Галерија
- Фреске осликане на унутрашњост куполе.
- Звоник из 19. века